# Demons and Wizards (Album)
Demons and Wizards ist das vierte Studioalbum der britischen Rockband Uriah Heep.
Nach den Aufnahmen des Vorgängeralbums Look at Yourself änderte sich die Bandbesetzung. So kamen für Paul Newton (Bass) und Iain Clark (Schlagzeug) der Bassgitarrist Mark Clarke und der Schlagzeuger Lee Kerslake in die Band. Nach kurzer Zeit wurde Mark Clarke durch Gary Thain (ehemals Keef Hartley Band) ersetzt.
Aufgenommen wurde das Album zeitlich zwischen den Touren in den USA und in Europa 1972. Mit Demons and Wizards begann für die Band die kommerziell erfolgreichste Zeit (1972–1975).
Das Albumcover wurde von Roger Dean gestaltet.

## Titelliste
1. The Wizard (3:02) (Ken Hensley, Mark Clarke)
2. Traveller in Time (3:26) (David Byron, Lee Kerslake, Mick Box)
3. Easy Livin’ (2:36) (Hensley)
4. Poet’s Justice (4:16) (Hensley, Box, Kerslake)
5. Circle of Hands (6:27) (Hensley)
6. Rainbow Demon (4:28) (Hensley)
7. All My Life (2:48) (Hensley)
8. Paradise (5:09) (Hensley)
9. The Spell (7:32) (Hensley)

### Bonustracks der Wiederveröffentlichung von 1996
1. Why (4:55) (Box, Byron, Hensley, Paul Newton) (ursprünglich als Single-B-Seite von The Wizard veröffentlicht)
2. Why (7:39) (Box, Byron, Hensley, Newton)
3. Home Again to You (5:30) (Hensley)

### Bonustracks der CD-Wiederveröffentlichung von 2003 und der LP-Wiederveröffentlichung von 2010
1. Why (10:34) (Box, Byron, Hensley, Newton)
2. Rainbow Demon (Edit) (3:36) (Hensley)
3. Proud Words on a Dusty Shelf (2:54) (Hensley) (eigentlich "Proud Words"; erstmals auf dem Boxset A Time of Revelation – 25 Years on veröffentlicht)
4. Home Again to You (5:36) (Hensley)
5. Green Eye (3:46) (Hensley)

### Bonus-CD der Wiederveröffentlichung von 2017
1. Easy Livin’ (2:39) (Hensley)
2. Rainbow Demon (6:13) (Hensley)
3. Traveller in Time (3:48) (Byron, Kerslake, Box)
4. Paradise (5:26) (Hensley)
5. The Spell (8:11) (Hensley)
6. All My Life (3:11) (Hensley)
7. Home Again to You (4:53) (Hensley)
8. Why (13:46) (Box, Byron, Hensley, Newton)
9. The Wizard (3:06) (Hensley, Clarke)
10. Poet’s Justice (4:43) (Hensley, Box, Kerslake)
11. Circle of Hands (8:08) (Hensley)
12. Proud Words (2:54) (Hensley) (erstmals auf dem Boxset A Time of Revelation – 25 Years on veröffentlicht; bereits auf der Wiederveröffentlichung von 2003 enthalten)
13. Green Eye (4:08) (Hensley)
14. Why (4:45) (Box, Byron, Hensley, Newton) (alternativer Single Edit)

### Informationen zu den Bonustracks
Bei allen Bonustracks der Wiederveröffentlichungen von 1996 und 2003 sowie allen Songs der Bonus-CD von 2017 handelt es sich um zum Veröffentlichungszeitpunkt unveröffentlichte Versionen, sofern in Klammern nichts anderes angegeben wurde.

### Wissenswertes
- Da sich das Ende von "Paradise" und der Anfang von "The Spell" überschneiden, wurden sie auf manchen CD-Editionen zu einem Titel zusammengefügt.[1]
- Der Song "Proud Words" wurde ursprünglich 1973 auf Ken Hensleys erstem Soloalbum Proud Words on a Dusty Shelf veröffentlicht, ehe 1996 erstmals eine Version von Uriah Heep, die auch auf den Wiederveröffentlichungen dieses Albums enthalten ist, auf dem Boxset A Time of Revelation – 25 Years on erschien. Diese Version wurde während der Aufnahmen zu Demons and Wizards aufgenommen. Eine weitere Aufnahme wurde nach der Veröffentlichung von Demons and Wizards eingespielt. Diese ist auf der Wiederveröffentlichung von The Magician’s Birthday enthalten.
- Der Song "Why" wurde zwar erstmals während der Aufnahmen zu Look at Yourself eingespielt (deshalb sind auch auf den Wiederveröffentlichungen dieses Albums Versionen des Songs enthalten). Die erste veröffentlichte Version des Songs, die als B-Seite der Single The Wizard erschien, stammt allerdings von den Aufnahmen zu Demons and Wizards.
- Der Song The Wizard war das erste Stück der Band zu dem auch ein Musikvideo produziert wurde. Bei dem im Hintergrund des Liedes hörbaren Pfeifgeräuschen handelt es sich laut Aussagen der Bandmitglieder um Aufnahmen eines pfeifenden Teekessels, der in einem Produktionsstudio stand.[2][3]

## Singleauskopplungen
Die aus diesem Album hervorgegangenen Singles The Wizard und Easy Livin‘ waren in Europa, in den USA und in Japan sehr erfolgreich.
Die B-Seiten beinhalteten in Abhängigkeit vom herausgebenden Land verschiedene Titel.
- The Wizard / Gypsy (edit)  (Großbritannien, Südafrika, Japan)
- Easy Livin’ / Why  (Großbritannien, Dänemark, Griechenland, Mexiko, Brasilien, Japan)
- The Wizard / Why  (Deutschland, Spanien, Portugal, Italien, USA, Kanada, Neuseeland)
- Easy Livin’ / Gypsy  (Deutschland, Österreich, Niederlande, Belgien, Spanien, Portugal)
- Easy Livin’ / All My Life  (Frankreich, USA, Kanada, Australien, Neuseeland)

## Rezeption
Hansi Kürsch benannte sein Power Metal Nebenprojekt Demons & Wizards, welches er 1997 mit Jon Schaffer gründete nach dem Uriah Heep Album. Bereits 1995 hatte er mit seiner Band Blind Guardian den Uriah Heep Song The Wizard als Metalversion gecovert. Dieser erschien zunächst jedoch nur als Bonustrack auf der japanischen Veröffentlichung von Imaginations from the Other Side.